# ناحیه ماونت آوبرن، شهرستان کریستین، ایلینوی
ناحیه ماونت آوبرن، شهرستان کریستین، ایلینوی (به انگلیسی: Mount Auburn Township) یک منطقهٔ مسکونی در ایالات متحده آمریکا است که در شهرستان کریستین، ایلینوی واقع شده‌است. ناحیه ماونت آوبرن ۱٬۰۲۸ نفر جمعیت دارد و ۱۸۱ متر بالاتر از سطح دریا واقع شده‌است.